# IC 3665
IC 3665 ist eine irreguläre Zwerggalaxie vom Hubble-Typ Im im Sternbild Jungfrau nördlich der Ekliptik. Sie ist schätzungsweise 53 Millionen Lichtjahre von der Milchstraße entfernt, hat einen Durchmesser von etwa 15.000 Lj und ist unter der Katalognummer VVC 1890 als Teil des Virgo-Galaxienhaufens gelistet.
Im selben Himmelsareal befinden sich u. a. die Galaxien NGC 4621, NGC 4638, IC 809, IC 3653.
Das Objekt wurde am 10. Mai 1904 von Royal Harwood Frost entdeckt.